# Ebbenhouten Schoen 2011
De verkiezing van de Ebbenhouten Schoen 2011 werd op 9 mei 2011 gehouden. Romelu Lukaku won de Belgische voetbaltrofee voor de eerste keer. Hij kreeg de trofee uit handen van ex-winnaar Nzelo Lembi.

## Winnaar
In 2009 debuteerde Romelu Lukaku bij RSC Anderlecht. In zijn eerste seizoen veroverde de 16-jarige Congolese Belg de landstitel en werd hij topschutter. Hij was dan ook torenhoog favoriet voor de Ebbenhouten Schoen van 2010, maar de stemgerechtigden gaven de trofee toen aan zijn ploeggenoot Mbark Boussoufa. In zijn tweede seizoen voor Anderlecht kon Lukaku bevestigen. Hij scoorde 14 doelpunten en flirtte openlijk met een transfer naar clubs als Chelsea FC en Real Madrid. Bovendien had hij ook bij de nationale ploeg bewezen een meerwaarde te zijn. In een interland tegen Rusland scoorde hij zijn twee eerste goals voor België. Lukaku kreeg in mei 2011 de Ebbenhouten Schoen en zette enkele maanden later zijn handtekening onder een contract bij Chelsea.

## Uitslag
| Nr.        | Land                                                                           | Naam                   | Club(s)        |            |
| Finalisten | Finalisten                                                                     | Finalisten             | Finalisten     | Finalisten |
| ---------- | ------------------------------------------------------------------------------ | ---------------------- | -------------- | ---------- |
| 1.         | Vlag van Congo-Kinshasa · Vlag van België                                      | Romelu Lukaku          | RSC Anderlecht |            |
| 2.         | Vlag van Burundi · Vlag van België · Vlag van Rwanda · Vlag van Congo-Kinshasa | Mémé Tchité            | Standard Luik  |            |
| 3.         | Vlag van Marokko · Vlag van België                                             | Mehdi Carcela-Gonzalez | Standard Luik  |            |
| 4.         | Vlag van Nigeria · Vlag van België                                             | Marvin Ogunjimi        | KRC Genk       |            |
| 5.         | Vlag van Marokko · Vlag van België                                             | Yassine El Ghanassy    | KAA Gent       |            |

1992 · 1993 · 1994 · 1995 · 1996 · 1997 · 1998 · 1999 · 2000 · 2001 · 2002 · 2003 · 2004 · 2005 · 2006 · 2007 · 2008 · 2009 · 2010 · 2011 · 2012 · 2013 · 2014 · 2015 · 2016 · 2017 · 2018 · 2019 · 2020 · 2021 · 2022 · 2023 · 2024